# Черненко, Андрей Николаевич
Андрей Николаевич Черненко (укр. Андрій Миколайович Черненко; 9 декабря 1978, Слободо-Петровка, Гребёнковский район, Полтавская область — 18 февраля 2014, Киев) — активист Евромайдана. Герой Украины (2014, посмертно).

## Биография
Родился 9 декабря 1978 года в селе Слобода-Петровка Гребёнковского района Полтавской области.
Детство прошло в Черкассах, где теперь и остались его родители и братья. Жил в Киеве.
Андрей был инженером-технологом и работал автоэлектриком в Киеве.
В 2008—2012 годах вместе с женой работал в Посольстве Украины в Нидерландах.
У него осталась жена и дочь Яна.
18 февраля был ранен в Доме профсоюзов и доставлен в 17-ю больницу с проникающим огнестрельным ранением грудной клетки.
В Киеве Была установлена мемориальная доска на доме где он жил, улица Большая Васильковская, 114.
Похоронен в Слободо-Петровке.

## Награды
- Звание Герой Украины с удостаиванием ордена «Золотая Звезда» (21 ноября 2014 года, посмертно) — за гражданское мужество, патриотизм, героическое отстаивание конституционных принципов демократии, прав и свобод человека, самоотверженное служение Украинскому народу, проявленные во время Революции достоинства[1]
- Медаль «За жертвенность и любовь к Украине» (УПЦ КП, июнь 2015) (посмертно)[2]